# Требовле
Требовле (мак. Требовле) — село у Північній Македонії, входить до складу общини Македонський Брод Південно-Західного регіону.
Населення — 13 осіб (перепис 2002), за етнічним складом — всі македонці.
У селі діє церква Вознесіння Христового.

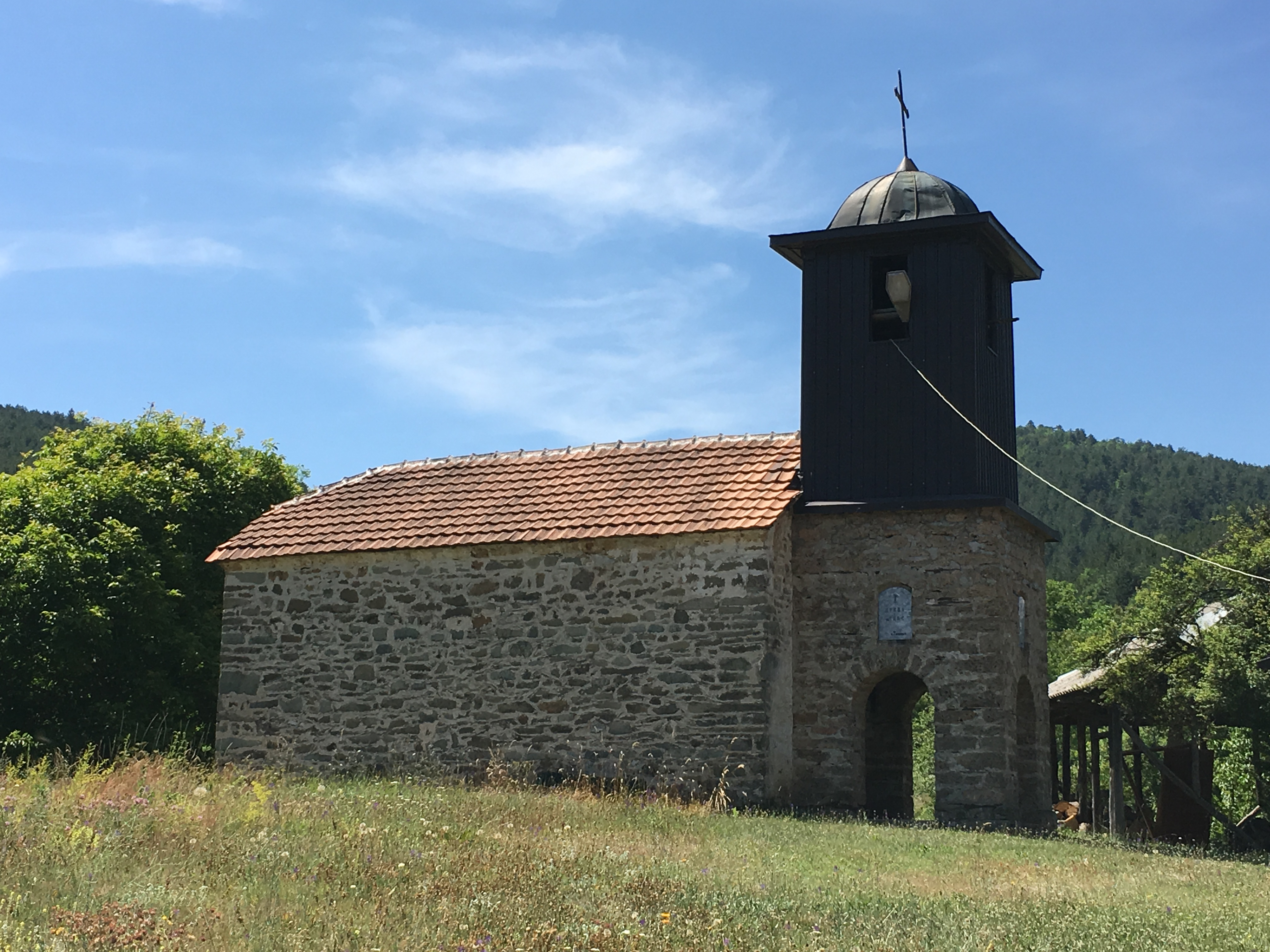
Церква Вознесіння Христового